# Производственная функция
Производственная функция — экономико-математическая количественная зависимость между величинами выпуска (количества продукции) и факторами производства, такими как затраты ресурсов, уровень технологий. Может выражаться как множество изоквант.
Агрегированная производственная функция может описывать объёмы выпуска народного хозяйства в целом.
В зависимости от анализа влияния факторов производства на объём выпуска в определённый момент времени или в разные промежутки времени производственные функции делятся на статические {\displaystyle P=f(x_{1},x_{2},...,x_{n})} и динамические {\displaystyle P=f(x_{1}(t),...,x_{k}(t),...,x_{n})}. По внутреннему устройству выделяются линейные ({\displaystyle P=a_{1}{\cdot }x_{1}+...+a_{n}{\cdot }x_{n}}), мультипликативно-степенные ({\displaystyle P=\prod _{i=1}^{N}x_{i}^{\alpha }{^{_{i}}}}, при отсутствии одного из факторов такие функции обращаются в нуль).

## Неоклассическая производственная функция
Пусть {\displaystyle Y} — выпуск, а {\displaystyle x=(x_{1},x_{2},...,x_{n})} — факторы производства (обычно {\displaystyle K} — капитал и {\displaystyle L} — труд). Производственная функция {\displaystyle Y=F(x)} является неоклассической, если выполнены следующие условия:
1) Положительная и убывающая предельная производительность факторов :
{\displaystyle F_{x_{i}}^{'}>0,F_{x_{i}}^{''}<0}
2) Линейная однородность или постоянная отдача от масштаба:
{\displaystyle F(\lambda x)=\lambda F(x)}
Отсюда следует, в частности, что производственную функцию можно представить как {\displaystyle Y/x_{i}=f(x/x_{i})}, в частности, для двух факторов — капитала и труда, обычно представляют следующим образом: {\displaystyle Y/L=f(K/L)}, то есть как зависимость производительности труда от его капиталовооруженности. Кроме того, выполнена теорема Эйлера об однородных функциях: {\displaystyle \sum _{i=1}^{n}F_{x_{i}}^{'}x_{i}=Y}.
3) Условия Инады:
{\displaystyle \lim _{x_{i}\rightarrow 0}F_{x_{i}}^{'}=\infty }, {\displaystyle \lim _{x_{i}\rightarrow \infty }F_{x_{i}}^{'}=0}
Первое условие Инада означает, что все факторы нужны для производства. Второе — что выпуск неограниченно растет при неограниченном росте каждого фактора.
4) Дополнительным свойством является существенность производственного ресурса: ресурс является существенным, если для выпуска требуется положительный объём ресурса:
{\displaystyle F(0,L)=F(K,0)=0}.

## Примеры производственных функций
- Производственная функция Кобба-Дугласа: {\displaystyle Y=A\times L^{\lambda }\times K^{1-\lambda }}, в которой предполагается постоянная эластичность выпуска по факторам производства.
- Производственная функция CES (с постоянной эластичностью замещения): {\displaystyle Y=A{\cdot }{\Big (}(1-\alpha ){\cdot }K^{-\rho }+\alpha {\cdot }L^{-\rho }{\Big )}^{-{\frac {\beta }{\rho }}}}
- Линейная производственная функция: {\displaystyle Y=aK+bL}
- Производственная функция Леонтьева: {\displaystyle Y=\min(K/a,L/b)}

## Проблема применимости производственных функций в макроэкономике
В неоклассической теории постулируется существование однозначной (функциональной) связи между задействованными в производстве «количествами» ресурсов (труда и физического капитала) и физическим (натурально-вещественным) объёмом продукции. Часто рассматривается модель Солоу, в которой используется функция Кобба — Дугласа в виде
{\displaystyle Q=Af(K,L)} или {\displaystyle Q=f(K,L)}
где {\displaystyle Q} — количество товаров на выходе,
{\displaystyle A} — коэффициент, зависящий от технологии,
{\displaystyle K} — суммарное количество основных средств (агрегированный капитал),
{\displaystyle L} — суммарное количество труда.
Модель Солоу предусматривает выпуск продукции только одного вида («однородного продукта»), который можно использовать как для потребления, так и для инвестирования. В модели капитал однороден по своему физическому составу или его можно свести к однородному. Поэтому стоимость каждого основного средства выражается в некотором количестве конечной продукции. Предполагается, что различные виды труда также однородны. При этом оба входных параметра оказывают положительное влияние на выпуск с уменьшением предельной доходности (высокая эластичность замещения).
Использование в маржинализме понятия предельной физической отдачи фактора производства предполагает, что возможен подсчёт используемого количества каждого из факторов производства и анализ влияния изменения количества одного из факторов на выпуск. Если определить объём какого-либо фактора производства невозможно, тогда невозможно определить отдачу не только этого фактора, но и всех остальных. Ведь сама идея предельной отдачи неизбежно требует возможности измерить и контролировать количественно все используемые факторы. Считается, что доходы факторов труда и капитала (заработная плата, процентная ставка) определяются рынком из баланса спроса и предложения, тогда в точке равновесия цена фактора (затраты производителя на привлечение дополнительной единицы фактора) равна его предельной производительности. Таким образом, на идеальных рынках товаров и ресурсов предельный продукт труда в единице товара будет равен частному от деления заработной платы на объём выпуска, а норма прибыли должна равняться предельному продукту капитала (в данном случае под «капиталом» надо понимать «капитальные товары» или «основные средства»).
Второе важное предположение маржинализма заключается в том, что изменение цены фактора производства приведёт к изменению использования этого фактора — падение заработной платы приведёт к росту нормы прибыли и к увеличению использования труда в производстве. Закон убывающей предельной доходности подразумевает, что более широкое использование одного из факторов при прочих равных условиях будет означать более низкую предельную продуктивность: поскольку фирма получает меньше от добавления очередной единицы основных средств, чем получено от предыдущей, при условии максимизации прибыли норма прибыли должна возрастать, чтобы стимулировать использование этой дополнительной единицы.
По этому теория предельной производительности оказывается перед дилеммой: если распределение дохода между трудом и капиталом ещё не произошло, то невозможно определить денежную величину капитала, так как она рассчитывается, исходя из знания результата разделения дохода (итоговой прибыли) и нормы прибыли. Если же распределение дохода уже произошло, то можно говорить о денежной величине капитала, но тогда теория предельной производительности не может быть использована для объяснения распределения дохода, поскольку это распределение рассматривается как жёстко заданное.
Пьеро Сраффа и Джоан Робинсон, указывали, что неизбежно возникает проблема системы измерения. Принято считать: прибыль или доход от собственности определяется как норма прибыли, умноженная на сумму (количество) капитала, что требует подсчёта этого суммарного количества. Робинсон раскритиковала концепцию производственной функции для макроэкономики и неоклассическую теорию распределения дохода. Ещё в 1954 году она писала:

Производственная функция была и остаётся мощным инструментом оболванивания. Студента, изучающего экономическую теорию, заставляют писать Q = f (L, K), где L — количество труда, K — количество капитала, а Q — выпуск товаров. Студента учат считать всех рабочих одинаковыми и мерить L в человеко-часах; ему что-то говорят о проблеме индекса при выборе показателя выпуска; и тут же торопят перейти к следующему вопросу в надежде, что он забудет спросить, в чём измеряется K. Прежде чем у него возникнет такой вопрос, он сам уже станет профессором. Так привычка к интеллектуальной небрежности и передается из поколения в поколение.— Производственная функция и теория капитала
Как утверждала Робинсон, кроме цен каждого капитального товара не существует другого неотъемлемого элемента у этих товаров, который можно складывать и результат считать количеством капитала. А макроэкономическая производственная функция ещё до формирования цен требует знать или уметь подсчитывать «сумму капитала», то есть требует суммирования совершенно несопоставимых физических объектов — например, добавление количества грузовиков к численности компьютеров. Если же аргументы для глобальной производственной функции брать в денежном выражении, то возникает хождение по кругу: производственная функция определяет предельную производительность факторов, что определяет распределение дохода на доли для факторов, а доля капитала в доходе определяет величину капитала (то есть задаёт исходный параметр). Возникающее противоречие можно было бы разрешить только нахождением натурально-вещественных, однородных единиц измерения факторов производства и результата.
В литературе также предпринимались попытки сформулировать условия существования агрегрированной производственной функции.